# Stubenberg (Adelsgeschlecht)

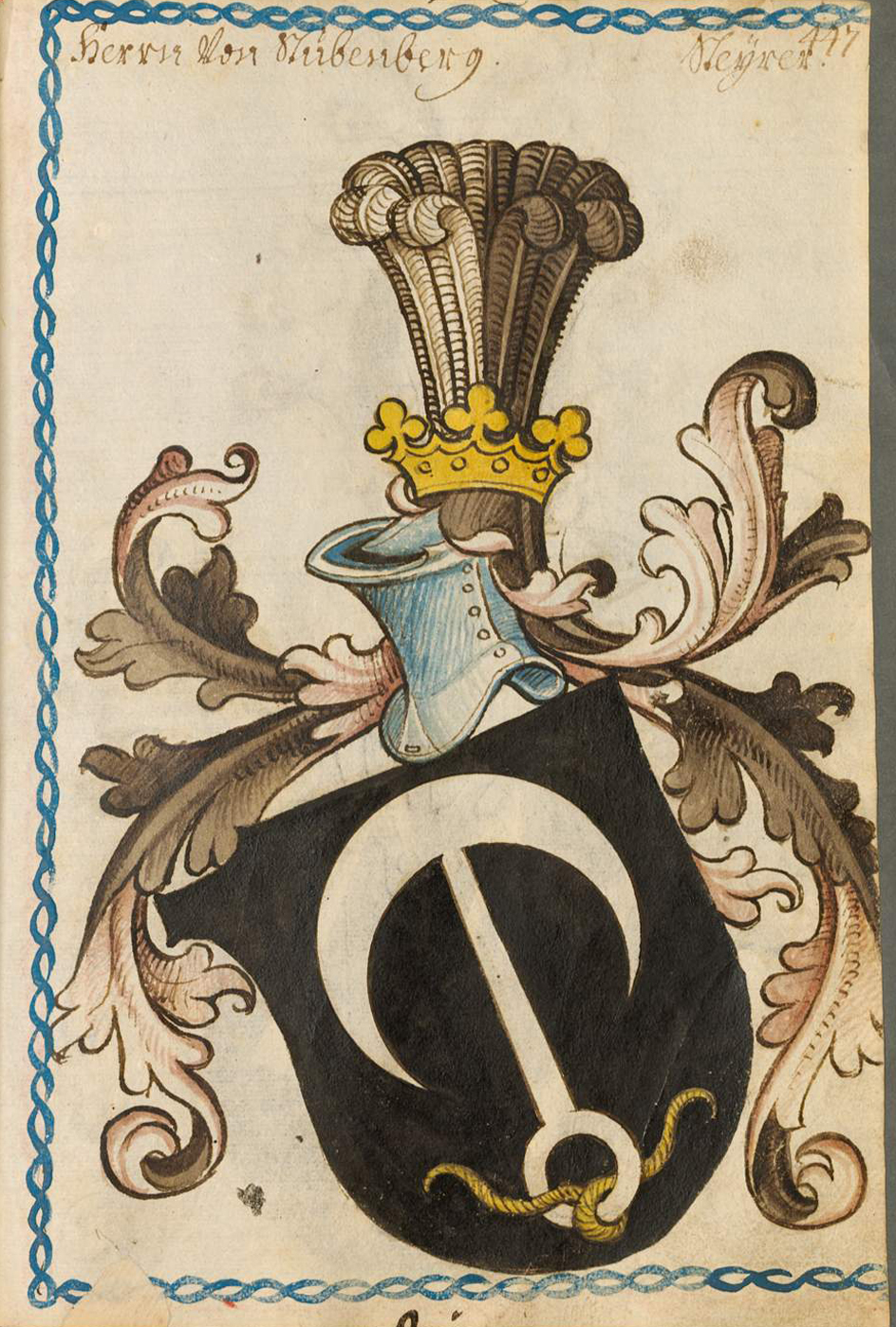
Stubenberg-Wappen aus dem Scheiblerschen Wappenbuch

Die Herren und Grafen von Stubenberg stammen aus Stubenberg in der Steiermark. Angehörige der Familie gehörten als erbliche Mitglieder dem ungarischen Magnatenhaus an. Sie bekleideten hohe Ämter u. a. als Landeshauptmänner, Bischöfe, Erbmundschenk und Kämmerer. Die Familie Stubenberg zählt außerdem zu den Apostelgeschlechtern von Österreich ob und unter der Enns.

## Stubenberger in der Steiermark
Die Familie stammt ursprünglich aus der Grafschaft Pitten. Stammvater der Familie war Otto von Stubenberg, der um 1160 die Burg Stubenberg auf dem Kögerl über Stubenberg (Steiermark) errichtete. Ottos Vater war Wulfing von Prosset (auch Wuluinch de Brozzeth) aus der Gegend der Prosset-Schlucht bzw. der Neuen Welt westlich von Wiener Neustadt. Das „Castrum Prozath“ wird in der aktuellen Forschung auf dem Gebiet der heutigen Schafflersiedlung in Winzendorf am Rande des Steinfelds lokalisiert. Ottos zweiter Sohn Ulrich nahm am Kreuzzug von Damiette teil und fiel 1218 bei Damiette. Laut Loosert hatte Ottos Großvater bereits am Ersten Kreuzzug teilgenommen und die Schwester eines Habsburger Kampfgefährten geheiratet.

### Burg Stubenberg
Die Burg Stubenberg wurde 1269 im steirischen Adelsaufstand zerstört, da Wulfing von Stubenberg sich an dieser Revolte gegen Přemysl Ottokar II., der das Land besetzt hielt, beteiligt hatte. Der Aufstand wurde niedergeschlagen, Wulfing von Stubenberg wurde für 26 Wochen arretiert und die Burg Stubenberg von den Truppen Ottokars so stark devastiert, dass sie nicht wieder aufgebaut wurde.
Als Ersatz erbauten die Stubenberger um 1350 in der Nähe die Burg Neuhaus (siehe unten). Außerdem wurde ein alter Meierhof am Ostrand von Stubenberg zum Verwaltungssitz für die umliegenden Besitzungen umgestaltet und es entstand das sogenannte Schloss Stubenberg.
Zweihundert Jahre später beteiligten sich die Stubenberger erneut an einem Aufstand gegen den Landesherrn, diesmal an der Seite des ungarischen Königs Matthias Corvinus. Die Folgen war ähnlich wie zuvor, jedoch zog der siegreiche Kaiser Friedrich III. diesmal die Lehen des Stammsitzes endgültig ein und übergab sie der bisherigen Verwalterfamilie Drachsler.

### Burg Oberkapfenberg

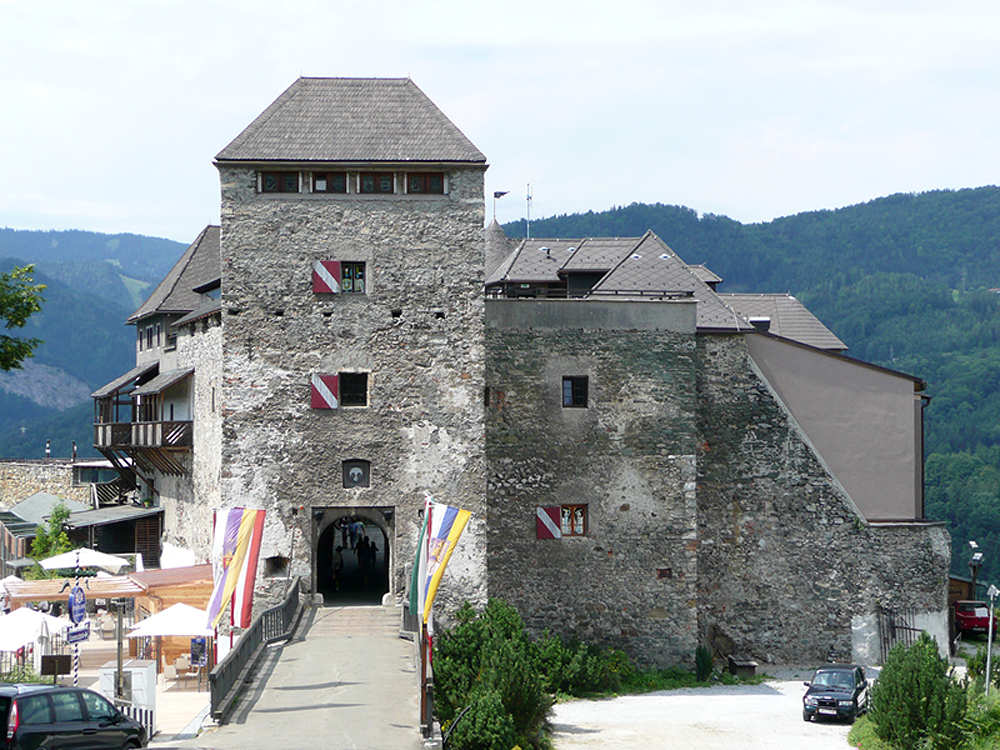
Burg Oberkapfenberg

Im 13. Jahrhundert hatten die Stubenberger sich die Burg Oberkapfenberg errichtet, welche dann über vier Jahrhunderte lang zum Wohnsitz und Verwaltungszentrum ihrer Herrschaft wurde. Die Familie spielte bei der Übernahme der Regierung durch Rudolf von Habsburg eine bedeutende Rolle, beteiligte sich aber auch 1292 am Aufstand des Landsberger Bundes gegen den Nachfolger Rudolfs, Herzog Albrecht I.
Die Burg Oberkapfenberg wurde um 1550 zur Renaissance-Festung ausgebaut. Nachdem die Grafen von Stubenberg im Jahr 1739 ihren Wohnsitz ins Schloss Wieden an der Mürz verlegt hatten, stand die Burg leer und verfiel zur Ruine. Letzte Vertreterin dieser Familienlinie war Johanna Gräfin von Stubenberg (* 1819), Tochter des Pius Herrn und Grafen von Stubenberg (1783–1824) und der Barbara von Kerekes; Johanna wurde 1844 vermählt mit Graf Julius von Hoditz und Wolframitz.
Erst 1953 begann die Familie mit dem Wiederaufbau zu einem Burghotel unter Einbeziehung der Ruinen der alten Burg. Aber im Jahr 1985 ging der Pächter in Konkurs, und die Burg stand erneut leer und begann zu verfallen, weshalb sie 1992 – nach über 700 Jahren – an die Stadtgemeinde Kapfenberg verkauft wurde.

### Schloss Gutenberg

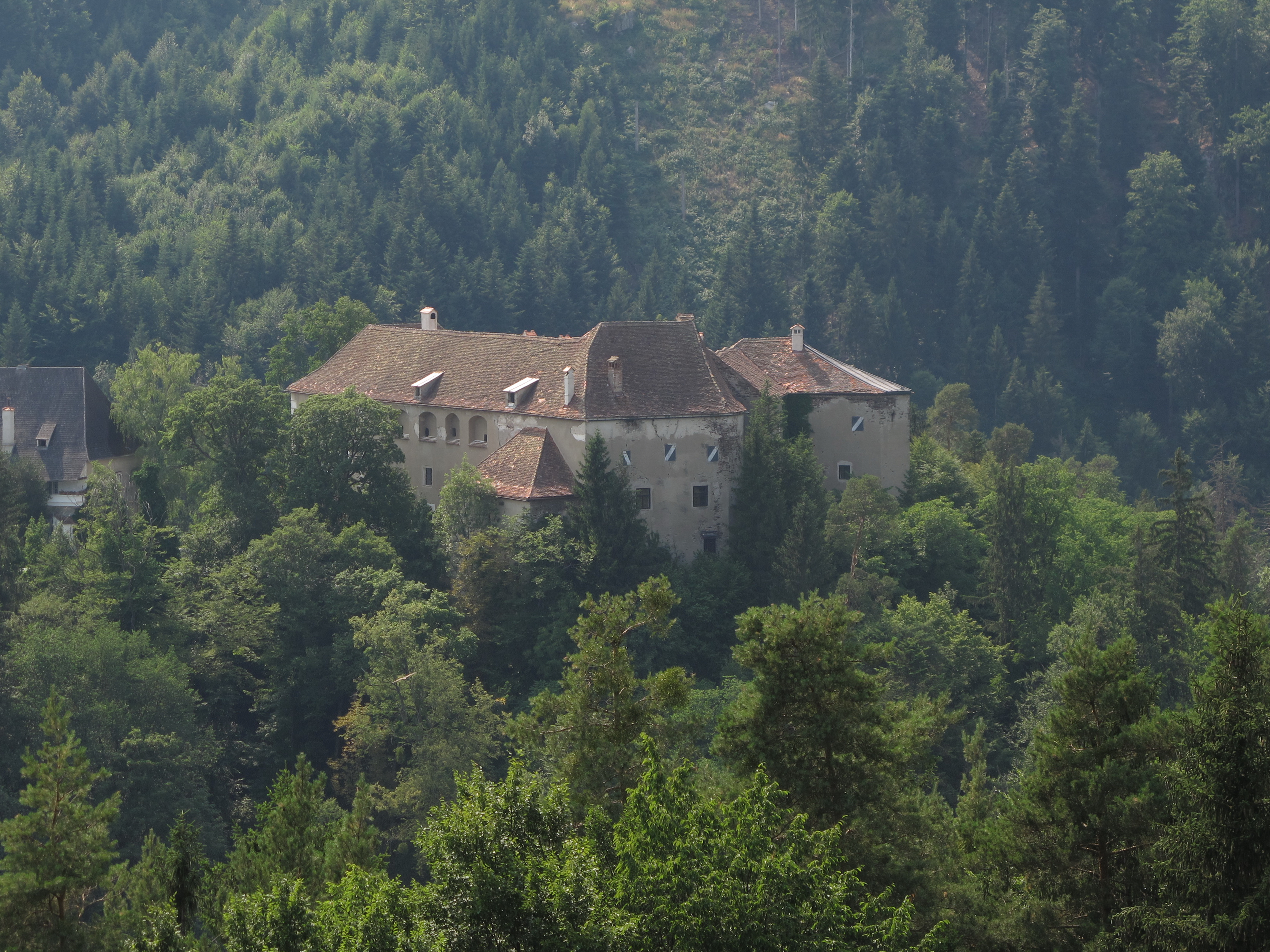
Schloss Gutenberg

Auch Schloss Gutenberg, das auf einem vorspringenden Felsen an der Raabklamm in Gutenberg-Stenzengreith steht, kam 1286 oder 1288 in den Besitz der Stubenberg. Dem ältesten Bauteil aus dem 12. Jahrhundert wurde im Jahre 1490 eine zweigeschoßige Vorburg beigestellt, welche von zwei Halsgräben gesichert war; der äußere Graben ist heute überbrückt, der innere Graben wurde zugeschüttet. Die Kapelle wurde im Jahre 1365 dem hl. Pankraz geweiht. Ab 1567 wurde das Schloss umgebaut und erweitert. Es entstand ein unregelmäßiger viergeschoßiger Gebäudekomplex mit beinahe fünfeckigem Grundriss und gleichfalls fünfeckigem Hof. Schloss Gutenberg wird bis heute von der Familie Stubenberg bewohnt und gilt seit dem Verlust der Burg Stubenberg als Stammsitz der Familie.

### Burg Neuhaus

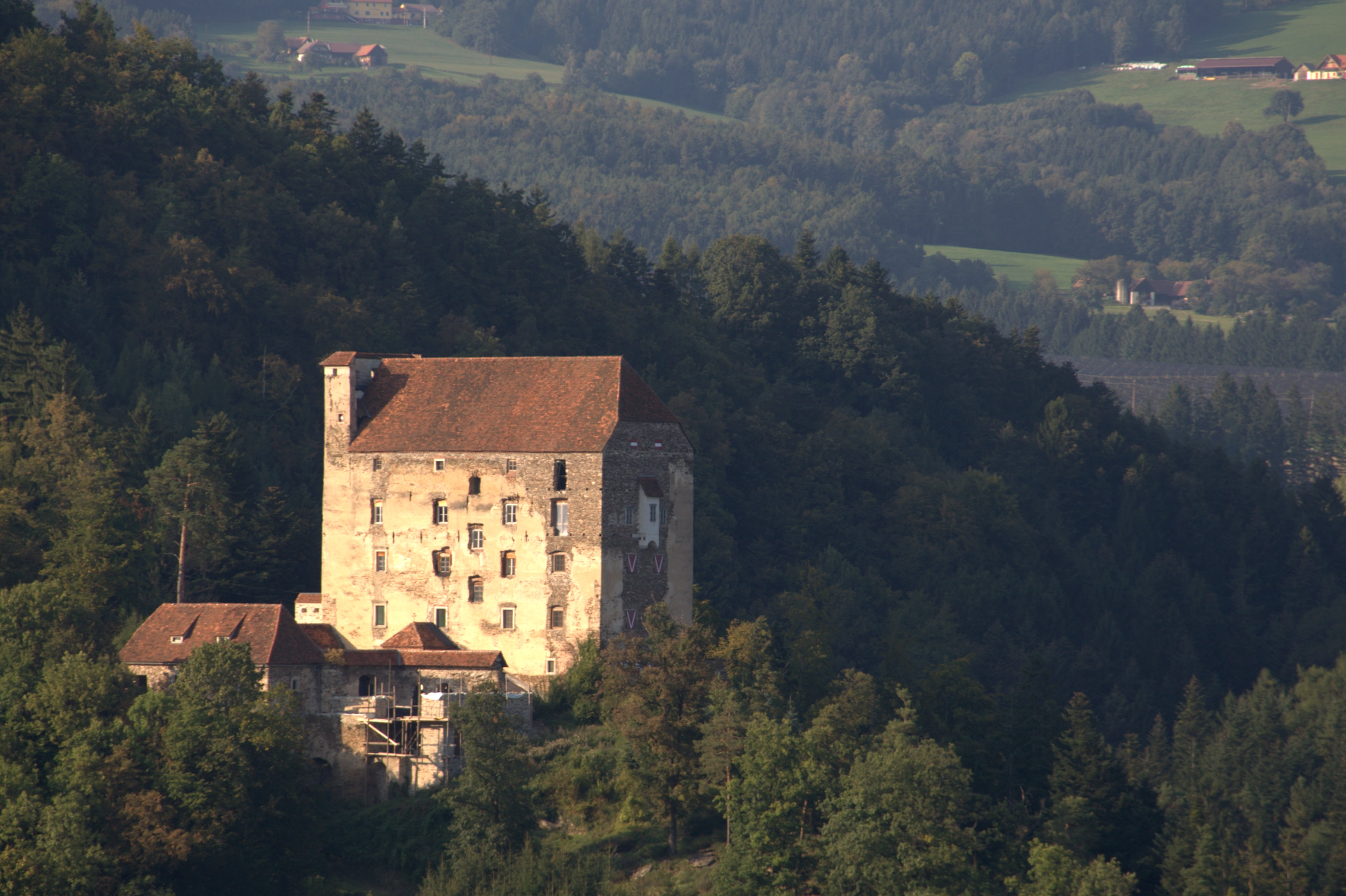
Burg Neuhaus in Stubenberg am See

Um die Mitte des 14. Jahrhunderts errichteten die Herren von Stubenberg unweit ihres Stammsitzes bei Stubenberg die Burg Neuhaus. 1375 wird das „Neue Haus“ mit Hans von Neuhaus erstmals als Adelssitz urkundlich erwähnt. Die Burg Neuhaus wurde zumeist von Dienstleuten der Stubenberger verwaltet, 1455 wird Hans Drachsler, zuvor stubenbergischer Verwalter auf Kapfenberg, als neuer Besitzer erwähnt. Auch diese Burg verfiel später zur Ruine und wurde, wie Oberkapfenberg, erst in jüngster Zeit wieder rekonstruiert.

### Schloss Wieden

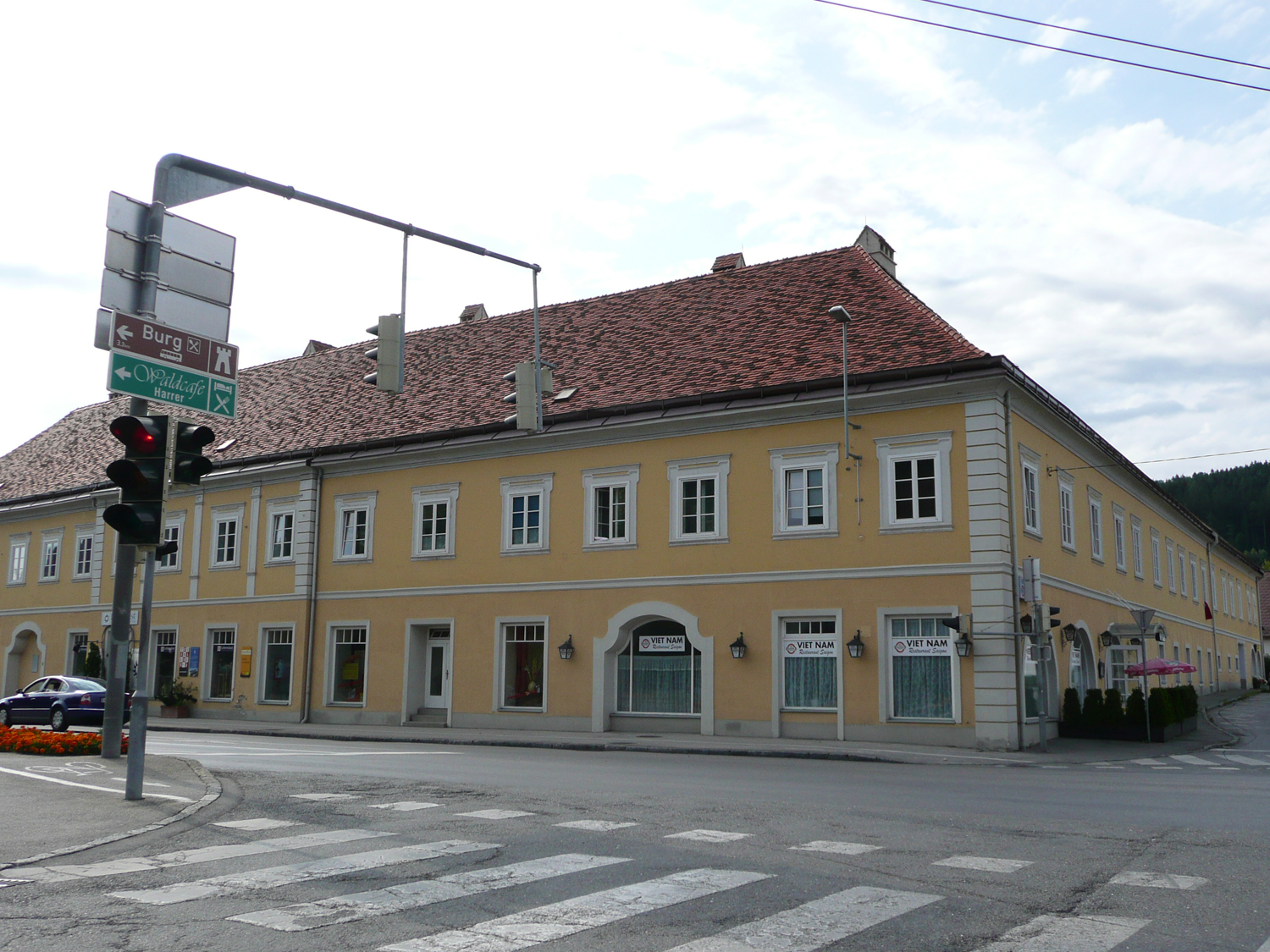
Schloss Wieden in Kapfenberg

Nach Verlassen der Burg Oberkapfenberg zog der dort ansässige Zweig 1739 in das Schloss Wieden in Kapfenberg. Bereits 1431 befand sich hier ein herrschaftlicher Hof, der als Sammelstelle für die Getreidezehente und sonstigen Abgaben der bäuerlichen Untertanen diente. Der 1668 verstorbene Wolf von Stubenberg gilt als Bauherr des ersten schlossähnlichen Gebäudes. Georg Graf Stubenberg ließ nach 1739 Schloss Wieden in seiner heutigen Form als zweigeschoßigen Vierflügelbau mit Hofarkaden und Sgraffito-Dekorationen erbauen. Die Errichtung erfolgte zur Zeit, als die Burg Oberkapfenberg baufällig geworden war und die Verwaltung ins Tal verlegt wurde. Auch das Landgericht übersiedelte von der Burg hierher. Zur Herrschaft Wieden-Oberkapfenberg gehörten Untertanen in 66 Ortschaften der oberen Steiermark. 1750 nahm Kaiserin Maria Theresia im Schloss die Huldigung des steirischen Adels entgegen. 1782 übernachtete Papst Pius VI. auf seiner Reise nach Wien hier. 1952 verkaufte Graf Josef von Stubenberg das bereits verwahrloste Schloss.

### Stubegg und Passail
Die Burg Stubegg in Arzberg wurde im 14. Jahrhundert von den Herren von Stubenberg erbaut. Sie bildete lange den Mittelpunkt einer Grundherrschaft. Im 18. Jahrhundert wurde die Herrschaft nach Gutenberg verlegt und die Burg Stubegg dem Verfall preisgegeben. Im benachbarten Passail befand sich ebenfalls eine heute abgegangene Burg, die im Erbgang an die Stubenberger kam. Unter der Kanzel der Pfarrkirche hl. Veit in Passail befindet sich eine Gruft der Familie. Es gibt einen Grabstein von Hans von Stubenberg aus dem Jahre 1400.

### Wurmberg

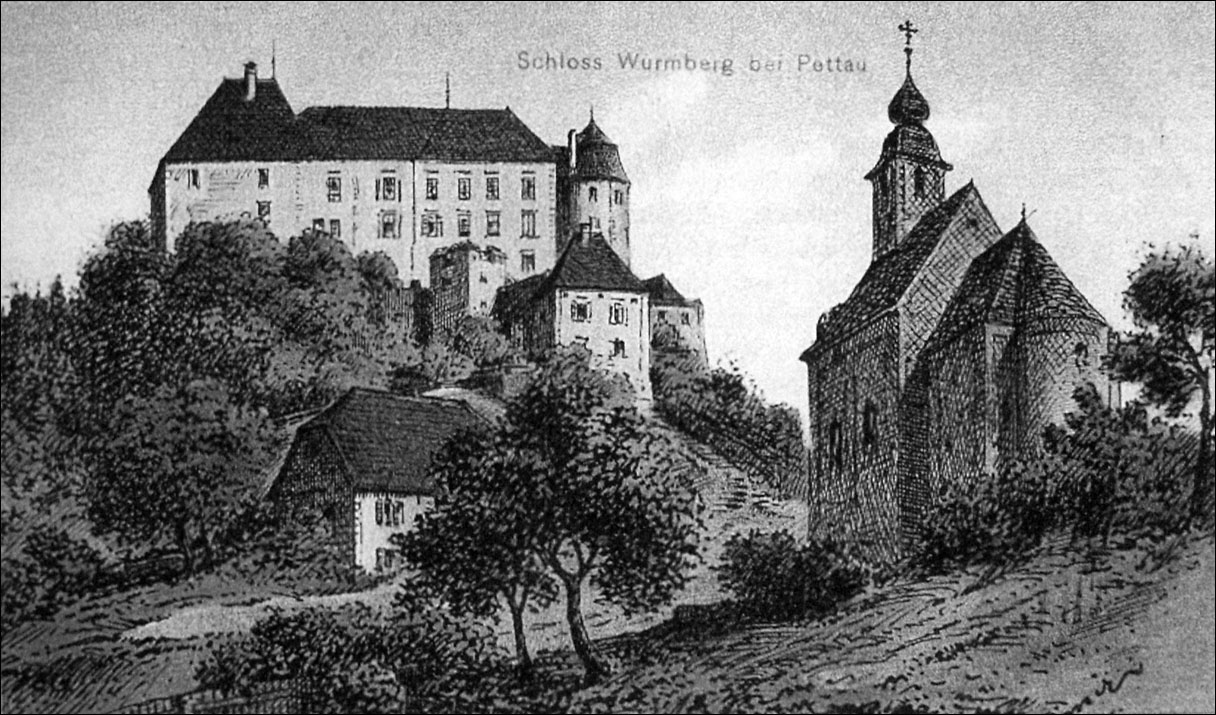
Schloss Wurmberg

Schloss Wurmberg (heute Vurberk) in der Untersteiermark (im heutigen Slowenien), das sich an der Straße von Pettau (Ptuj) nach Marburg (Maribor) befindet, kam durch Agnes von Pettau an ihren Gemahl Leutold von Stubenberg, nachdem ihr Bruder, der Letzte seines Geschlechts, 1438 verstorben war. Die Nachkommen blieben bis 1616 im Besitz von Wurmberg. Das Schoss wurde 1945 ausgebombt und ist bis heute Ruine. Zum Besitz gehörte auch Ebensfeld (heute Groblje bei Domžale).

### Die Familie im 16. bis 18. Jahrhundert
Im 16. Jahrhundert nahmen Mitglieder der Familie, die sich in die Kapfenberger und die Wurmberger Linie teilte, das protestantische Bekenntnis an. Wolfgang von Stubenberg († 1597) und dessen einziger, ihn überlebender Sohn Georg von Stubenberg (* 1560 † 1630) hatten trotzdem enge Kontakte zum Hof des katholischen Erzherzogs Karl II. († 1590), zu dessen Sohn Ferdinand sowie zu den Kaisern Rudolf II. und Matthias, denen sie viel Geld liehen.
1614 übernahm Georg von Stubenberg, dessen Tochter Anne (* 1594, † 1624) verheiratet war mit Georg Christoph von Losenstein, von seinem hoch verschuldeten Schwiegersohn die Schallaburg in Niederösterreich, die von 1641 in den Besitz des Johann Wilhelm von Stubenberg kam und 1660 von diesem verkauft wurde.
Mit dem Regierungsantritt des Kaisers Ferdinand II. im Jahre 1619 verschärfte sich die Verfolgung der Protestanten in Innerösterreich und in der Steiermark. 1628 wurde allen protestantischen Adeligen in der Steiermark der Besitz von Gütern verboten, sofern sie sich weigerten, zum Katholizismus zu konvertieren. Einige Mitglieder der Familie Stubenberg wurden daraufhin katholisch und übernahmen die steirischen Güter von denen, die als Protestanten emigrieren mussten. Mit der Übernahme verpflichteten sie sich vertraglich, die Emigranten, deren Nachkommen oder hinterbliebene Ehefrauen in der Emigration finanziell abzusichern. Diese Situation führte über Jahre hinaus zu einer Vielzahl von Gerichtsprozessen in den österreichischen Erblanden.

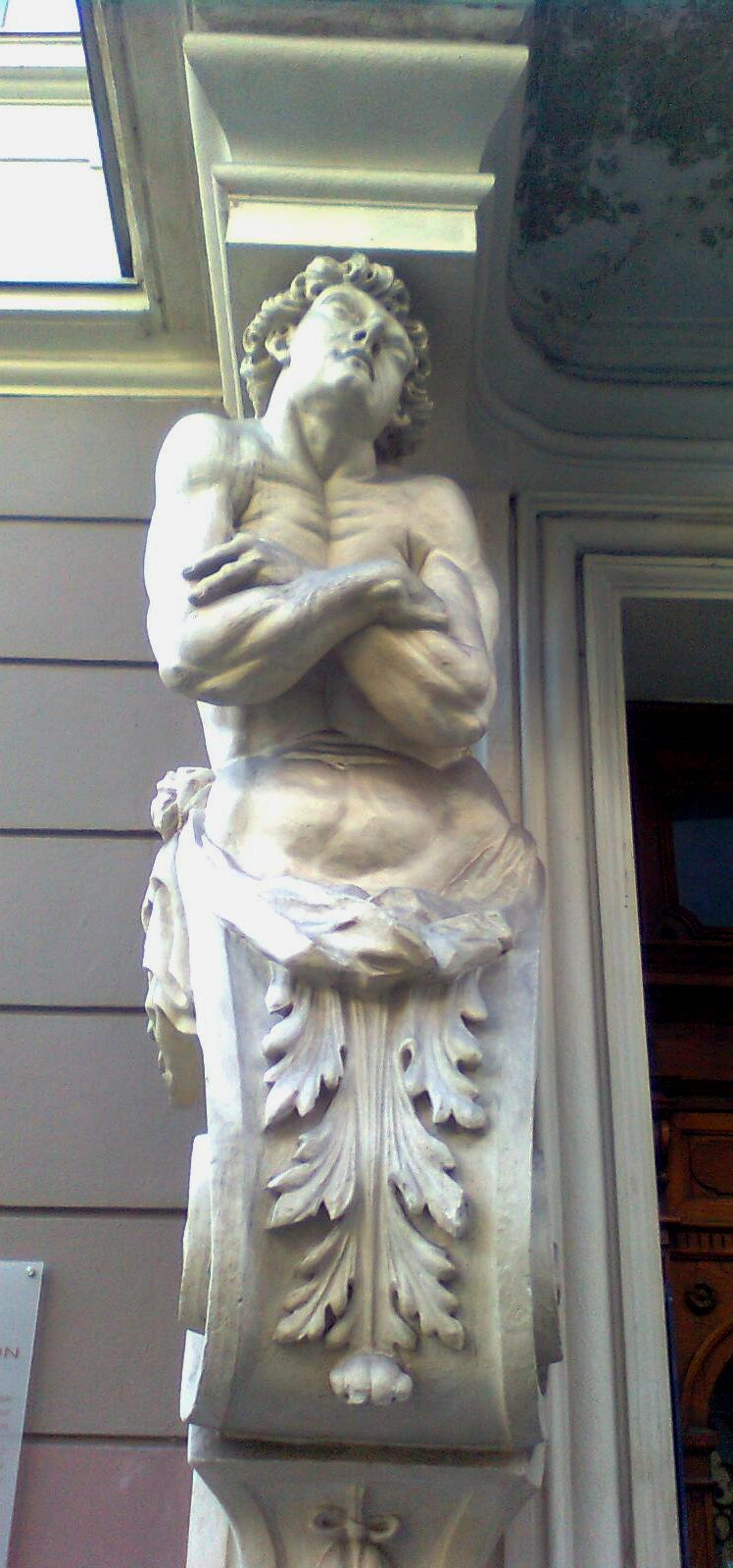
Palais Stubenberg Graz. Linker Atlant

1691 erbaute Georg von Stubenberg in der Grazer Hans-Sachs-Gasse das Palais Stubenberg, das im Zweiten Weltkrieg schwer beschädigt wurde.
1742 wurde durch Kaiser Karl VII. der Staatsminister Wilhelm August von Stubenberg und Kapfenberg, evangelisch und aus der Österreichischen Linie stammend, in den Reichsgrafenstand nobilitiert. Er war auch Herr auf Neundorf bei Plauen im Vogtland und blieb ohne Nachfahren.

### Die Familie im 19. und 20. Jahrhundert
Nachdem es mit Josef Felix Adolf Graf von Stubenberg (1824–1896) nur mehr einen einzigen männlichen Stammhalter gab, drohte das alte Geschlecht auszusterben. Dieser hatte neben der Tochter Theresia, vermählte Freifrau Wrażda von Kunwald, jedoch vier männliche Nachkommen, aus denen sich die drei heute noch bestehenden Linien der Familie verzweigten: Die Gutenberger Linie, die Gleichenberger Linie und die Niederösterreichische Linie.
Die heutige Familie sind u. a. die Nachfahren des Wolfgang von Stubenberg-Gutenberg (* 1857; † 1896) und seiner ersten Ehefrau Adelheid Gräfin Oppersdorf († 1893), und die seines mittleren Bruders Camillo Graf von Stubenberg a.d.H. Gutenberg (* 1861; † 1950). Camillo von Stubenberg heiratete 1901 in Wien Gabriele Gräfin Breuner, die als Mitgift das Weingut Schloss Walkersdorf in Grafenegg bei Krems erhielt, welches von diesem Zweig vom Sohn Wolfgang von Stubenberg (* 1938) und dessen Erben Carl-Wolfgang von Stubenberg (* 1972), noch bewirtschaftet wird. Der zweitälteste Bruder Karl Herr und Graf zu Stubenberg-Nimptsch (* 1860; † 1928, siehe Geiersberg) hatte keine Kinder. Alle drei zuerst genannten Brüder trugen aber den Titel Oberst-Erblandmundschenk. Der jüngste der vier Brüder war Joseph Philipp von Stubenberg (* 1865; † 1932), er wurde dagegen erbliches Mitglied des ungarischen Magnatenhauseses und hatte mit seiner Frau Paula von Gudenus sechs Kinder.

### Landeshauptleute
Folgende Stubenberger dienten dem steirischen Herzog als Landeshauptleute der Steiermark:
- 1418–1419 Jakob von Stubenberg
- 1435–1450 Hans von Stubenberg
- 1453–1470 Leutold von Stubenberg
- 1687–1703 Georg von Stubenberg

## Stubenberger in Böhmen

### Neustadt an der Mettau

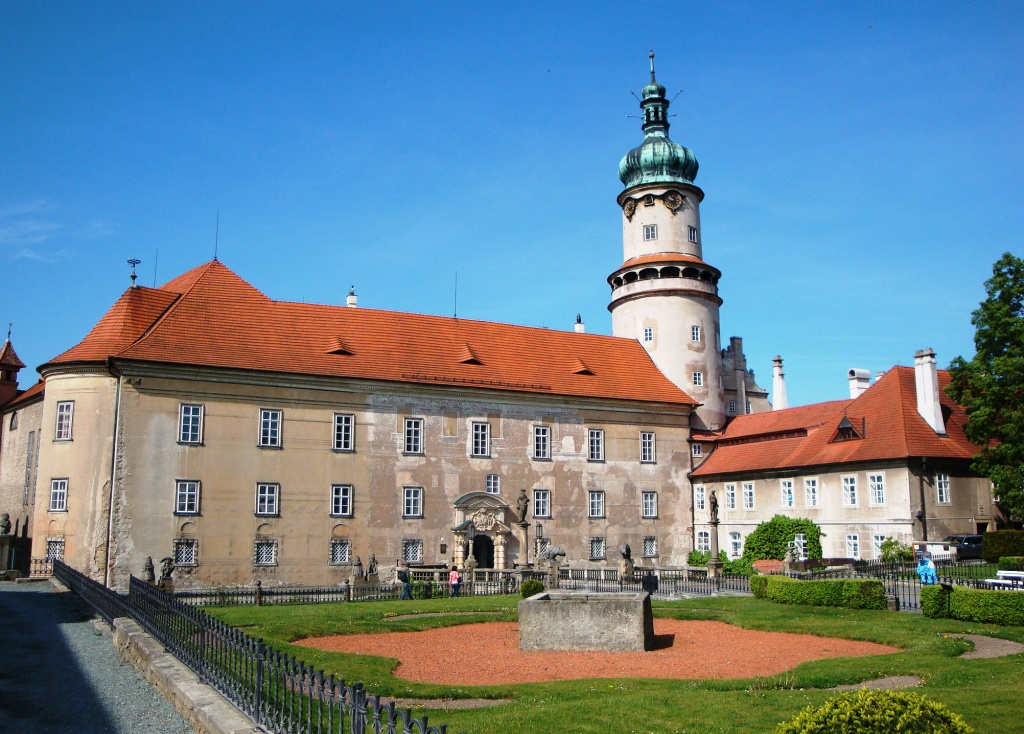
Schloss Neustadt an der Mettau

Wolfgang von Stubenberg erwarb im Jahre 1548 von Johann von Pernstein Stadt und Herrschaft Neustadt an der Mettau in Ostböhmen und ließ die Burg in ein Renaissance-Schloss umbauen. Auch die Anlage des prächtigen Renaissance-Stadtplatzes, der weitgehend unverändert geblieben ist, geht auf die Stubenberger zurück. 1568 wurden Wolf von Stubenberg und seine Söhne „auf ewige Zeiten“ zu böhmischen Landleuten ernannt. Die Besitzer der Herrschaft Neustadt waren:
- 1548–1556: Wolfgang (Wolf) von Stubenberg
- 1557–1570: Johann (Hans) von Stubenberg
- 1570–1588: Wolfgang II. von Stubenberg
- 1588–1620: Rudolf von Stubenberg. Dieser nahm als erster aus der Familie von Stubenberg seinen dauernden Wohnsitz in Neustadt an der Mettau. Als Protestant war er aktiv an der böhmischen Ständepolitik beteiligt. Nach seinem Tod wurden sein Sohn Johann Wilhelm von Stubenberg (1619–1663) und seine Witwe Justina von Kaiser Ferdinand II. enteignet, da sie die Konversion zum Katholizismus verweigert hatten. Sein Enkel Rudolf Wilhelm von Stubenberg (1643–1677) lebte daher – wie auch andere emigrierte Protestanten – bis zu seinem Tod zusammen mit seiner Mutter und seiner Ehefrau im Exil in Regensburg. Auch den Leichnam seines Vaters Johann Wilhelm von Stubenberg ließ er nach Regensburg transferieren, wo er 1668 auf dem Hof südlich hinter der 1631 erbauten protestantischen Dreieinigkeitskirche eine Grabstelle für seinen Vater errichten ließ, die mit einem Epitaph gekennzeichnet wurde. Dieses Epitaph war das erste Epitaph von heute 20 großen Epitaphien die im Laufe der Folgejahre auf dem heute als Gesandtenfriedhof bezeichneten Friedhof entstanden.[8]

### Geiersberg

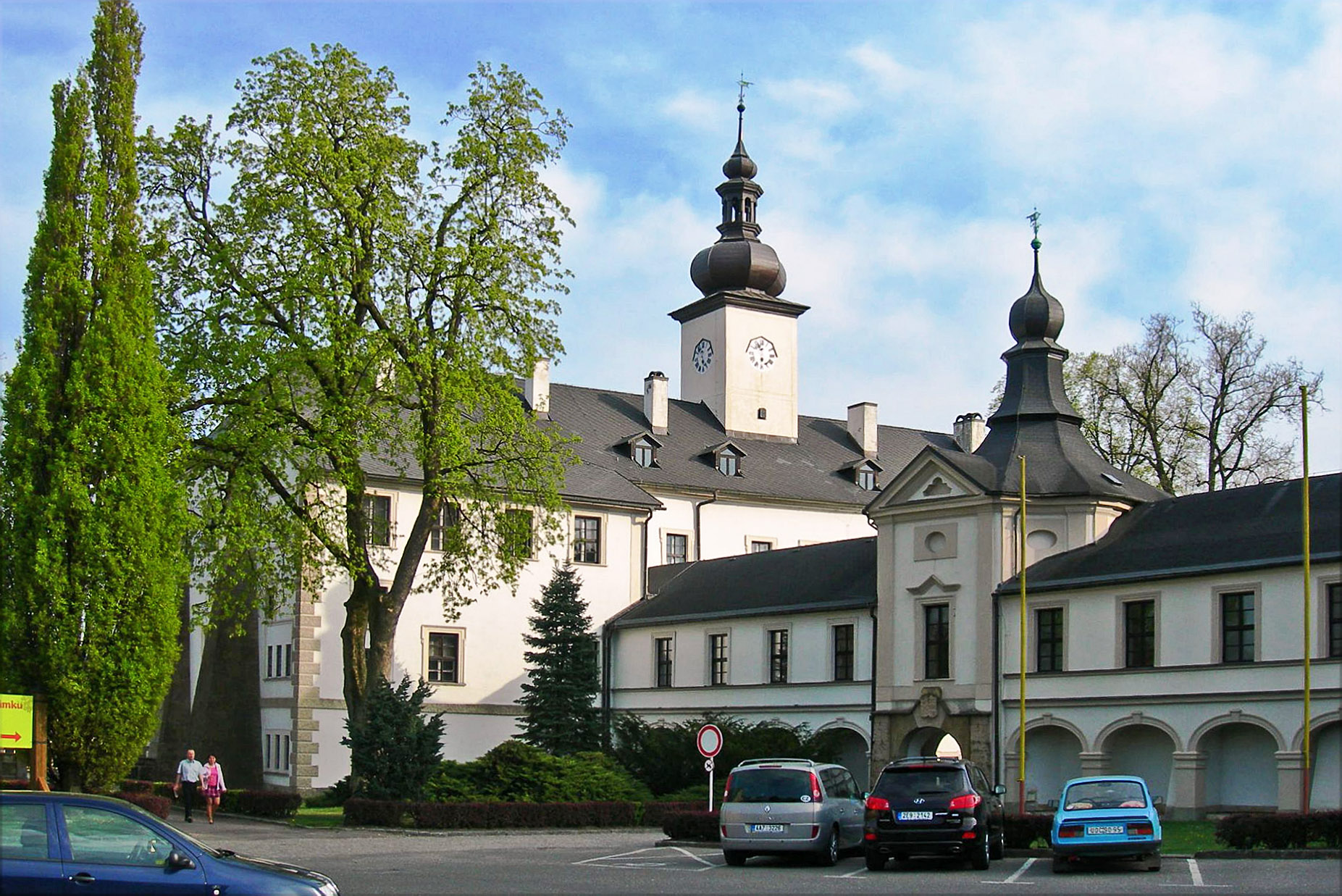
Schloss Letohrad (Geiersberg)

Georg von Stubenberg konnte als Protestant im Jahre 1601, also noch vor den Protestantenverfolgungen, die Herrschaft Geiersberg in Böhmen erwerben. Er vermachte sie 1629 bei seiner erzwungenen Emigration seinem einzigen Enkel Wolf Georg von Losenstein. Dieser war der Sohn seiner einzigen Tochter Anne († 1624), die den Katholiken Georg Christoph Herr von Losenstein († 1622) geheiratet hatte. 1877 kehrte die Herrschaft in den Besitz der Stubenberger zurück, als Graf Josef Felix Adolf von Stubenberg aus Graz († 1896) sich mit der Erbin von Geiersberg, Gräfin Anna von Nimptsch, vermählte. Nach ihrem Tod 1916 folgte der oben genannte Sohn Karl zu Stubenberg-Nimptsch, verheiratet mit Pauline Gräfin Pálffy, 1907 adoptiert vom Onkel Paul Graf zu Nimptsch. Karl starb 1928, bei seinen Nacherben, dem Neffen Ernst Herrn und Grafen von Stubenberg, blieb das Schloss Geiersberg/Kyšperk bis zur Enteignung 1945.

## Protestantische Stubenberger im Exil in Süddeutschland

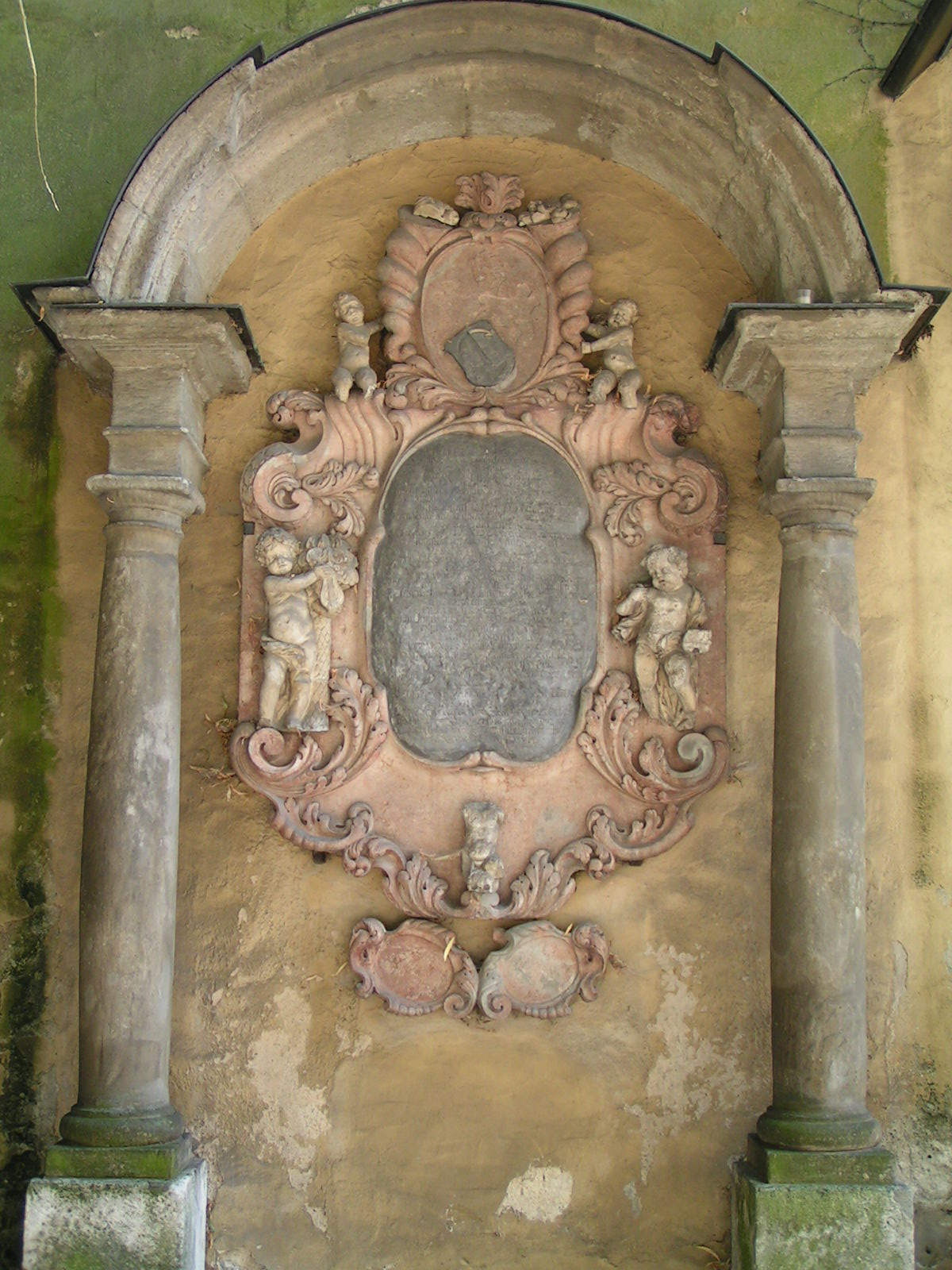
Stubenberg-Epitaph Gesandtenfriedhof Dreieinigkeitskirche Regensburg

Im Jahre 1628 erließ Kaiser Ferdinand II., der auch Landesfürst der Steiermark war, ein Dekret, das allen protestantischen Adeligen den Aufenthalt und den Besitz von Gütern in den Erblanden des Landesfürsten verbot. Sie wurden zur Konversion oder zum Verlassen des Landes aufgefordert. Einige protestantische Stubenberger konvertierten und blieben als Besitzer der Güter in der Steiermark, andere verließen die Steiermark und siedelten nach Sachsen (Pirna, Dresden) und in die Freien Reichsstädte Nürnberg und Regensburg über.
Unter den Emigranten war auch der in der Steiermark hoch angesehene protestantische Stubenberger, Georg der Ältere Herr auf Kapfenberg (* 1560). Er verließ 1629 seine Heimat und zog mit seiner zweiten Ehefrau Amalia von Liechtenstein nach Regensburg. Dort verstarb er kurz nach seiner Ankunft im April 1630. Er wurde, wie es in der protestantisch regierten Stadt vorgeschrieben war, außerhalb der Stadtmauern auf dem städtischen Petersfriedhof begraben. Seine Grabstelle war mit einem Epitaph und mit einer durch ein Wappen gekennzeichneten Grabplatte geschmückt. Der Petersfriedhof und viele dort befindlichen Grabstätten und Denkmäler wurden 1632 nach der gewaltsamen Besetzung der Stadt durch bayerische Truppen zu Gunsten des Ausbaus von Festungsanlagen zerstört. Die Grabplatte des Georg v. Stubenberg konnte wahrscheinlich von seiner Ehefrau Amalia geborgen werden und wurde auf dem Kirchhof südlich hinter der damals noch nicht fertig gestellten Kirche zur Heiligen Dreifaltigkeit aufbewahrt. Noch heute findet sich diese Grabplatte des Georg von Stubenberg mit dem kaum noch erkennbaren Wappen und ohne erkennbare Inschrift auf dem Gesandtenfriedhof südlich hinter der Dreieinigkeitskirche. Dort befindet sich auch das große barocke Stubenberg-Epitaph, das erst nach 1668 erbaut wurde, nach dem Tod der später emigrierten Mitglieder der Familie des Rudolf Wilhelm von Stubenberg. Die Inschriften der Grabdenkmäler aller erwähnten Familienmitglieder sind überliefert und dokumentiert.
Auf dem Gesandtenfriedhof hatte Rudolf Wilhelm von Stubenberg, der 1663 mit seiner Mutter und seiner Ehefrau nach Regensburg emigriert war, um 1669 den Bau einer Stubenberg-Familiengrabstätte veranlasst, nachdem 1667 erst seine Mutter Felicitas Dorothea und 1668 auch seine Ehefrau Maximiliane verstorben waren. Rudolf Wilhelm von Stubenberg ließ dann auch noch die Gebeine seines 1663 in Wien gestorbenen Vaters Johann Wilhelm von Stubenberg nach Regensburg umbetten. Nach seinem eigenen Tod wurde auch er selbst 1677 in dieser Grabstätte begraben. In der Inschrift des Epitaphs werden sein Vater, seine Mutter und seine 1. Ehefrau mit wohlgesetzten Worten ausführlich gewürdigt. Seine zweite Ehefrau Anna Juliane zu Dhaun-Kyrburg siedelte mit ihren Kindern nach Dresden um, wo sie 1721 starb.
Die Witwe des Georg von Stubenberg, Amalia (1593–1664), siedelte nach Nürnberg über, wo weitere Mitglieder der Wurmberger Linie der Stubenberg lebten. Nach 1644 nahm sie dort Wohnung auf der Oberbürg, die sie als Pfandbesitz von den Khevenhüller, ebenfalls protestantischen Exulanten, erhalten hatte. Sie widmete ihr Leben wohltätigen Zwecken und starb 1664. Weitere Stubenberger, die in Nürnberg lebten, waren:
- Georg Sigmund von Stubenberg (1570–1632)
- Georg Augustin von Stubenberg (1628–1691)
- Otto Gallus von Stubenberg (1631–1688).

Sie wurden in der Stubenberg-Gruft der Bartholomäuskirche bestattet.

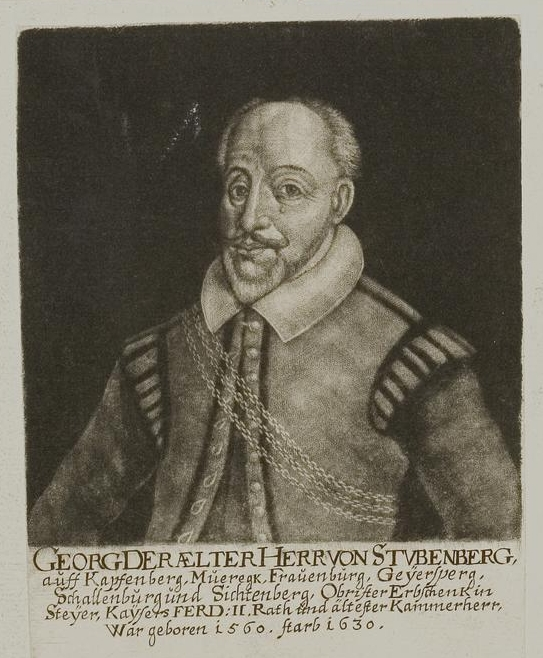
Georg von Stubenberg der Ältere auf Kapfenberg (1560–1630)
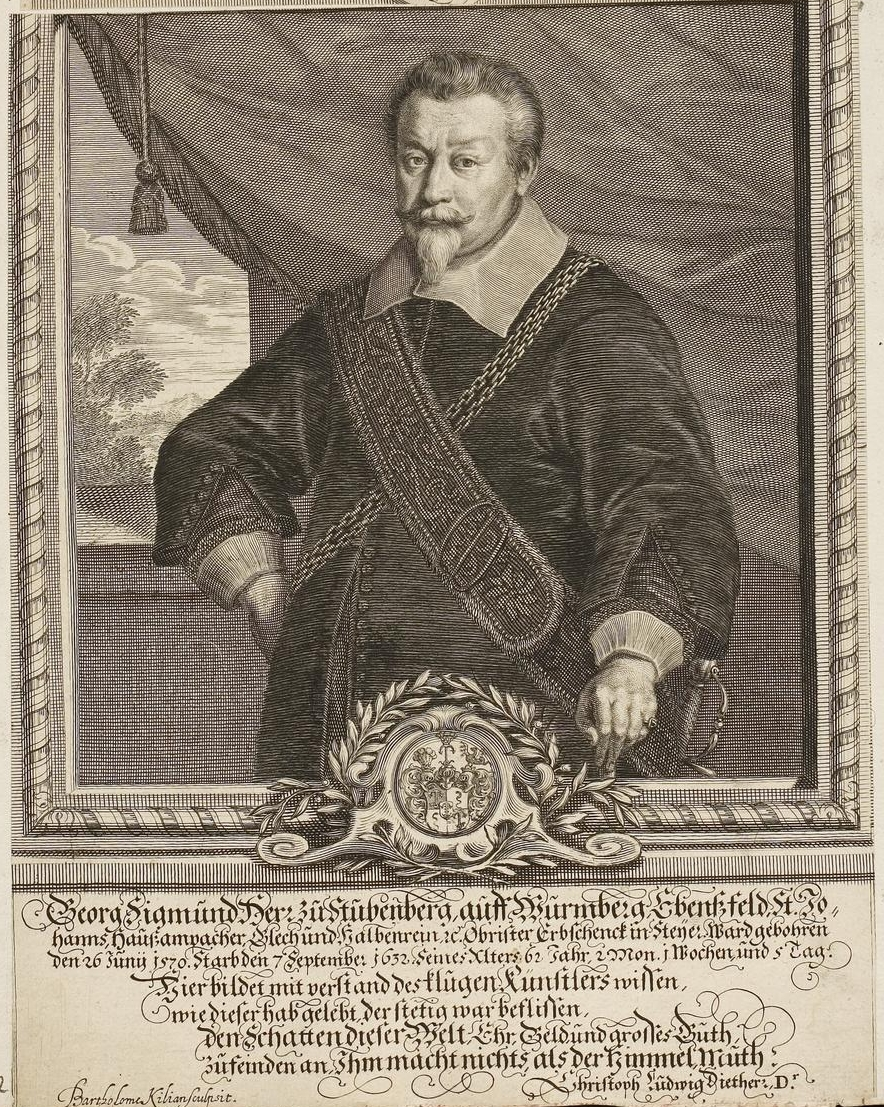
Georg Sigmund von Stubenberg auf Wurmberg (1570–1632)
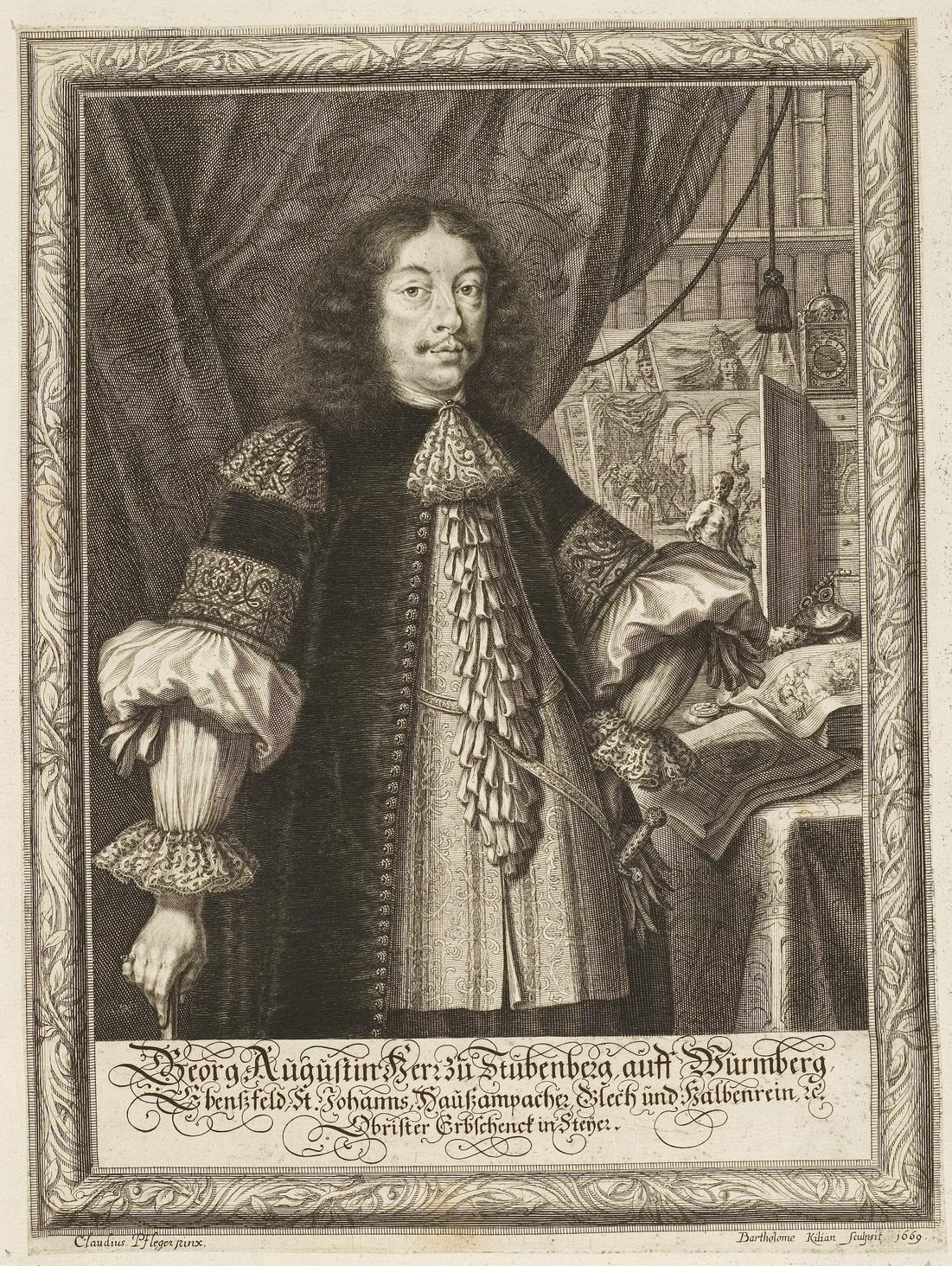
Georg Augustin von Stubenberg
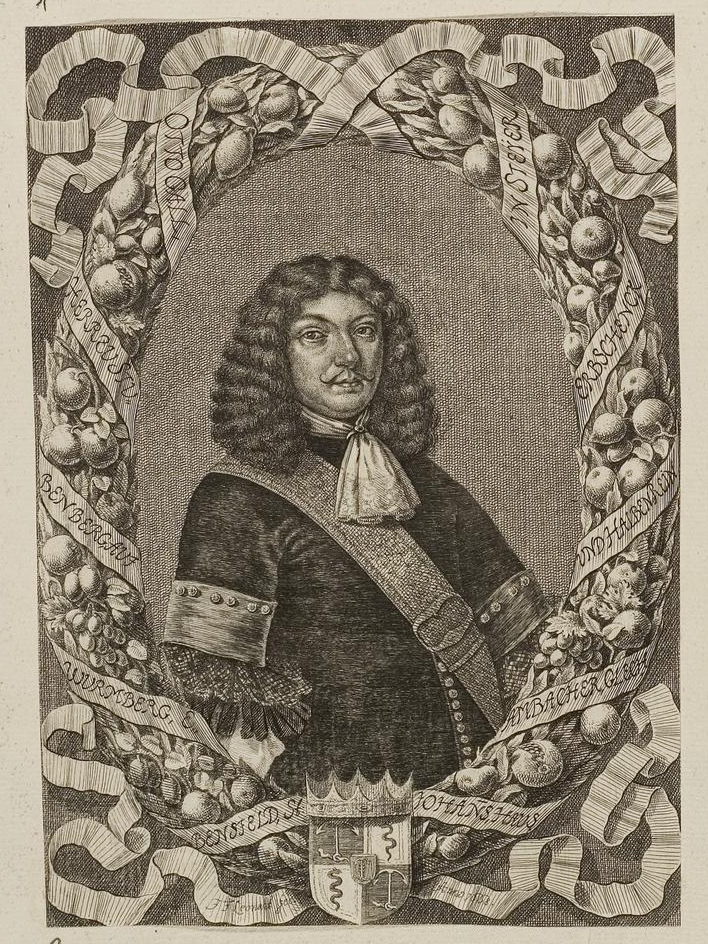
Otto Gallus von Stubenberg

## Stubenberger Bischöfe
- Wulfing von Stubenberg, Bischof von Lavant; Fürstbischof von Bamberg (1259–1318)
- Joseph Graf von Stubenberg, Fürstbischof von Eichstätt; Erzbischof von Bamberg (1740–1824)

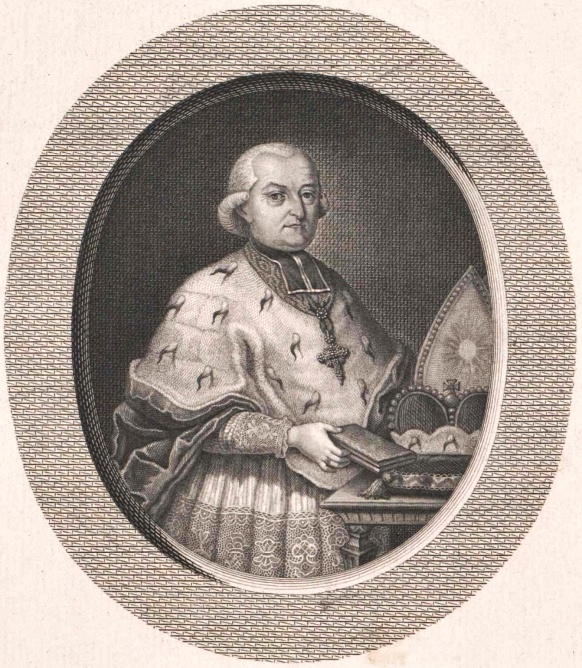
Erzbischof Joseph Graf von Stubenberg (1740–1824)

## Wappen

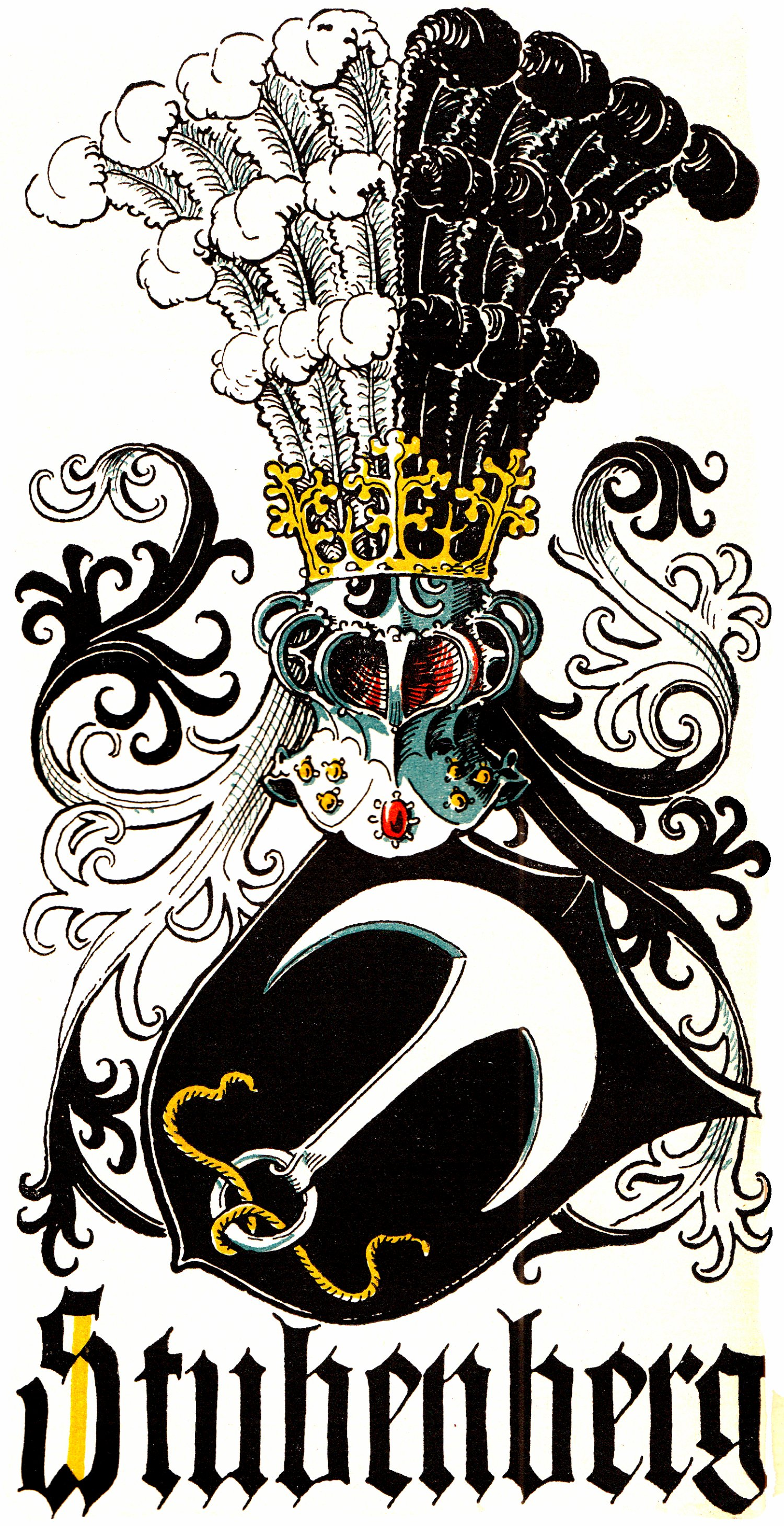
Wappengrafik von Otto Hupp im Münchener Kalender von 1904

Blasonierung: Das Stammwappen der Stubenberger zeigt in Schwarz eine silberne Wolfssense, durch deren nach unten gekehrten Ring der Zopf der Agnes von Stubenberg gezogen ist. Auf dem gekrönten Helm sind zwei Büschel Straußenfedern, nach rechts abhängend silbern und nach links schwarz. Die Helmdecken sind schwarz-silbern.

## Agnes-Sage

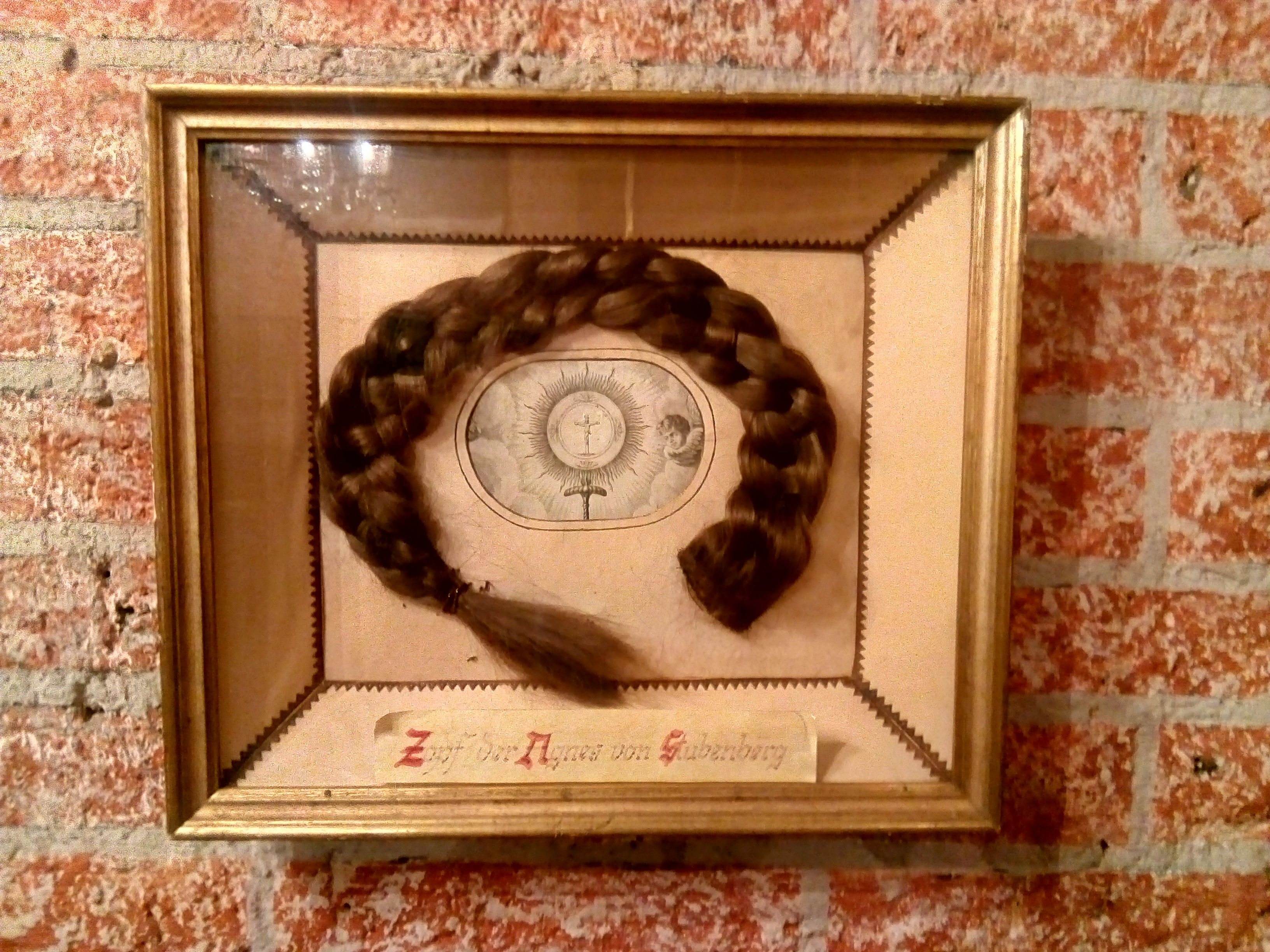
Zopf der Agnes von Stubenberg in der Lorettokapelle Kapfenberg

Nach einer Sage soll ein Wulfing von Stubenberg, Herr auf der Feste Kapfenberg sich mit Agnes von Pernegg, Tochter seines Nachbarn, verlobt haben. Deren Vater soll jedoch Ritter von Kuenring zum Schwiegersohn erkoren haben. Wulfing von Stubenberg soll sich vor einer Teilnahme an einem Kreuzzug mit Agnes von Pernegg verlobt haben, was ihr Vater unter der Bedingung gestattet haben soll, dass Wulfing nach genau zwölf Monaten zur Hochzeit wieder daheim wäre. Agnes soll zum Entsetzen ihres Vaters ihren bodenlangen Zopf abgeschnitten und Wulfing als Treuepfand überreicht haben. Wulfing soll den Zopf an einer silbernen Kapsel befestigt und in jedem Kampf bei sich getragen haben. Am Abend des letzten Tages der Frist soll Agnes’ Vater die Trauung mit Ritter Kuehnring angeordnet habe, was Agnes durch eine Ohnmacht hinauszögert haben soll. Wulfing soll in letzten Minute zurückgekehrt sein, dass verschlossene Burgtor gewaltsam aufgebrochen und seinen Nebenbuhler von Kuenring zum Duell herausgefordert haben. Das Duell soll am nächsten Tag auf einer Bergwiese stattgefunden haben (dem heutigen Rennfeld bei Frauenberg in der Nähe von Kapfenberg). Wulfing soll Agnes’ Zopf als Helmzier getragen haben und nach eintägigem Kampf von Kuenring mit einem mächtigen Streich niedergestreckt haben. Danach sollen Agnes und Wulfing geheiratet und glücklich bis an ihr Lebensende zusammen gelebt haben.

## Weitere Literatur
- Johann Michael Dilherr: Die hohe Segens-bitt, Zum letzten Lebens-schritt. Bey Hoch-ansehlicher und Volckreicher, trübseeliger Leichbegängnis Der ... Frauen/ Frauen Amalia / Herrin und Frauen von Stubenberg, Nürnberg 1661. Digitalisat
- Hoch und Wohlgebohrner Herr, Höchstgeehrtester Herr Vetter, Ew. Hoch u. Wohlgeb. unterlaße ich nicht ergebenst zu benachrichtigen, daß es den höchsten Gebiether über Leben und Todt gefallen, meinen ... Bruder ... Herrn Wilhelm August, ... Grafen von Stubenberg ... zu sich zu fordern ... Dresden 1771. Digitalisat
- Otto Hupp: Münchener Kalender 1904. Verlagsanstalt Buch u. Kunstdruckerei AG, München·Regensburg 1904.
- Hans Pirchegger: Landesfürst und Adel in Steiermark während des Mittelalters. 2. Teil Die Stubenberger, ihre Zweige, ihr Besitz und ihre bedeutendsten Dienstmannen. Historische Landeskommission für Steiermark: Reihe Forschungen zur Verfassungs- und Verwaltungsgeschichte der Steiermark, Band 13 (1955) (Information, HLK).
- Martin Bircher: Johann Wilhelm von Stubenberg und sein Freundeskreis. Studien zur österreichischen Barockliteratur protestantischer Edelleute, in: Quellen und Forschungen zur Sprach- und Kulturgeschichte der germanischen Völker, N.F., 25=149, Walter de Gruyter & Co., Berlin 1968. Reprint (Online-Ressource): De Gruyter-De Gruyter Mouton, Berlin/Boston 2018. ISBN 978-3-11-167831-3.
- Werner Wilhelm Schnabel: Österreichische Exulanten in oberdeutschen Reichsstädten. Zur Migration von Führungsschichten im 17. Jahrhundert. in: Schriftenreihe zur bayerischen Landesgeschichte, Bd. 101. München 1992. ISBN 978-3-406-10682-8.
- Joachim Bahlcke, Winfried Eberhard und Miloslav Polívka (Hrsg.): Handbuch der historischen Stätten. Band: Böhmen und Mähren in: Kröners Taschenausgabe. Band 329, Kröner, Stuttgart 1998. ISBN 3-520-32901-8.
- Maja Toš: Die Stubenberg auf Wurmberg. Zwei Jahrhunderte einer Familiengeschichte (1441–1616), Dissertation, Universität Wien, 2015. in: Forschungen zur Geschichtlichen Landeskunde der Steiermark, Bd. 89, Hrsg. Historischen Landeskommission für Steiermark, Verlag HLK, Graz 2020. PDF ISBN 978-3-901251-54-2. (Nicht im Buchhandel erhältlich).